# Nederlands kampioenschap halve marathon 2019
Het Nederlands kampioenschap halve marathon 2019 vond plaats op 31 maart 2019. Het was de 28e keer dat de Atletiekunie een wedstrijd organiseerde met als inzet de nationale titel op de halve marathon (21,1 km). De wedstrijd vond plaats in Venlo tijdens het evenement Venloop.
Nederlands kampioen halve marathon bij de mannen werd Jesper van der Wielen. Bij de vrouwen won Bo Ummels de titel. Beiden wonnen de titel voor de eerste maal. 
In totaal namen 253 atleten (191 mannen en 62 vrouwen) deel in verschillende leeftijdscategorieën.

## Uitslagen

### Mannen
| Rang   | Atleet                | Tijd    | Opm. |
| ------ | --------------------- | ------- | ---- |
| Goud   | Jesper van der Wielen | 1:02.56 |      |
| Zilver | Mohamed Ali           | 1:04.19 |      |
| Brons  | Michel Butter         | 1:04.22 |      |
| 4      | Bart van Nunen        | 1:04.24 |      |
| 5      | Edwin de Vries        | 1:05.19 |      |
| 6      | Ronald Schröer        | 1:05.48 |      |
| 7      | Björn Koreman         | 1:05.59 |      |
| 8      | Frank Futselaar       | 1:06.20 |      |
| 9      | Gert-Jan Wassink      | 1:06.55 |      |
| 10     | Luc Schout            | 1:07.24 |      |

### Vrouwen
| Rang   | Atleet            | Tijd    | Opm.   |
| ------ | ----------------- | ------- | ------ |
| Goud   | Bo Ummels         | 1:14.02 |        |
| Zilver | Jasmijn Lau       | 1:14.04 |        |
| Brons  | Saskia Weinans    | 1:18.13 |        |
| 4      | Ingrid Versteegh  | 1:20.14 | 1e V40 |
| 5      | Jill Holterman    | 1:20.24 |        |
| 6      | Ellis Jacobs      | 1:20.43 |        |
| 7      | Patricia Schreurs | 1:20.50 |        |
| 8      | Lisanne Meuleman  | 1:21.19 |        |
| 9      | Paddy Herijgers   | 1:22.36 | 2e V40 |
| 10     | Marije Peters     | 1:23.07 |        |

1992 · 
1993 · 
1994 · 
1995 · 
1996 · 
1997 ·
1998 ·
1999 · 
2000 · 
2001 · 
2002 · 
2003 · 
2004 · 
2005 · 
2006 · 
2007 · 
2008 · 
2009 · 
2010 · 
2011 · 
2012 · 
2013 · 
2014 · 
2015 · 
2016 ·
2017 ·
2018 ·
2019 ·
2022 ·
2023